# Strada europea E421
La E421 è una strada europea che collega Aquisgrana a Lussemburgo.

## Percorso
La E421 è definita con i seguenti capisaldi di itinerario: "Aquisgrana - Sankt Vith - Lussemburgo".